# HC Avangard Omsk
HC Avangard Omsk (Russisch: ХК Авангард Омск), is een Russische ijshockeyclub die speelt in de Kontinental Hockey League (KHL). De ploeg werd opgericht in 1950. Avangard speelt zijn thuiswedstrijden in het Arena Omsk in Omsk.
De eigenaar van HC Avangard Omsk is de Gazprom neft.

## Voormalige clubnamen
- Spartak Omsk (1950–1962)
- Aeroflot Omsk (1962–1967)
- Kautjoek Omsk (1967–1972)
- Chimik Omsk (1972–1974)
- Sjinnik Omsk (1974–1981)
- Avangard Omsk (1981–heden)

## Erelijst
Vysshaya Liga (1): 2004
IIHF European Champions Cup (1): 2005
Kontinental Hockey League
- Gagarin Cup (1): 2021
- Continental Cup (1): 2011
- Opening Cup (2): 2020, 2022
- Nadezjda Cup (1): 2014

## Retired Nummers
| Avangard Omsk "retired" nummers |                     |         |           |
| Nr                              | Speler              | Positie | Loopbaan  |
| 7                               | Aleksej Tsjerepanov | RW      | 2006–2008 |